# Gwendolyn Ann Smith
Gwendolyn Ann Smith, née le 22 juillet 1967, est une femme transgenre, originaire de la Région de la baie de San Francisco. Journaliste et écrivaine, elle est cofondatrice de la Transgender Day of Remembrance (« Journée du souvenir trans »), destinée à commémorer les personnes tuées pour cause de transphobie.
Elle est l'autrice d'une biographie intitulée Trans/Active: A Biography of Gwendolyn Ann Smith, publiée en juillet 2017.

## Biographie
Gwendolyn Ann Smith naît le 22 juillet 1967, de la Région de la baie de San Francisco.

## Activités professionnelles et militantes
Activiste transgenre, écrivaine et graphiste, Gwendolyn Ann Smith fonde le site internet Remembering Our Dead (« Se Souvenir de nos Morts »), qui commémore les personnes décédées depuis 1970 des suites directes de la haine et des préjugés fondés sur le genre. Cette liste est ensuite hébergée sur le site Transgender Day of Remembrance (« Journée du souvenir trans »), qui publie depuis 2007 des informations sur les personnes assassinées en raison de violences anti-transgenres,.
Dès 1992, Gwendolyn Ann Smith fait pression sur AOL, obligeant l'entreprise à modifier ses politiques et à autoriser des discussions sur les questions de genre sur leurs plate-formes, ce qui permet la création, l'année suivante, du premier forum public sur un service en ligne majeur, le Transgender Community Forum (« Forum de la communauté transgenre »). Ce service permet à des milliers de personnes trans de se connecter quotidiennement, à travers le monde.
Elle dirige ce forum jusqu'en 1998, année où elle est présente ligne sur le forum AOL appelé The Gazebo, sur lequel des personnes trans échangent à la suite de l'assassinat de Rita Hester, une femme trans afro-américaine, à Boston. Gwendoyn Ann Smith remarque que les circonstances qui entourent ce crime sont extrêmement similaires à celles du meurtre de Chanel Pickett, une autre femme trans afro-américaine décédée trois ans plus tôt, en 1995, également dans la région de Boston. À cette époque, ce meurtre et le procès de son meurtrier présumé, nommé William Palmer, retiennent l'attention des médias et font l'objet de nombreux articles dans les milieux trans. Cependant, dans le cadre des échanges du forum, personne ne semble au courant de l'affaire.
Gwendolyn Ann Smith décide alors de se mobiliser. Elle a créé le projet de site internet Remembering Our Dead, sur lequel est publié un suivi des cas de violence contre la communauté trans. L'année suivante, les communautés trans de San Francisco et de Boston organisent le premier Transgender Day of Remembrance (« Journée du souvenir trans »), en utilisant comme source le projet de Gwendolyn Ann Smith.
Gwendolyn Ann Smith gère des sites internet pour de nombreux membres de la communauté, comme la Southern Comfort Conference, la photographe transgenre Loren Cameron et d'autres pionniers du Web transgenre.
Depuis 2000, Gwendolyn Ann Smith est chroniqueuse pour le Bay Area Reporter. Sa rubrique, diffusée deux fois par mois, s'intitule « Transmissions ». Elle gère également le site Web Genderfork, dont elle est la rédactrice en chef, et reste à ce titre impliquée dans différents projets Internet transgenres. En 2012, elle rédige un article pour le Huffington Post, intitulé « Transgender Day of Remembrance : Why We Remember » (« Journée du souvenir Trans : Pourquoi nous nous souvenons »). Son essai intitulé « We're all Someone's Freak » est publié dans le livre de Kate Bornstein, titré Gender Outlaws : The Next Generation,, ainsi que dans la quatorzième édition de Norton Reader.
En juillet 2017, elle publie une biographie intitulée Trans/Active: A Biography of Gwendolyn Ann Smith.

## Journée du Souvenir Trans (Transgender Day of Remembrance)
En 1999, la première Transgender Day of Remembrance (« Journée du souvenir trans ») est organisée pour honorer Rita Hester, une femme trans assassinée en 1998,. Chaque année, cette journée de commémoration se déroule le 20 novembre, et est célébrée partout aux États-Unis, ainsi que dans plus de deux-cents villes de différents pays,,,. La semaine précédant cette journée est la Transgender Awareness Week (« Semaine de sensibilisation aux questions transgenres »).

## Publications
- (en) Gwendolyn Ann Smith, « We're all Someone's Freak », dans Kate Bornstein, Gender Outlaws: The Next Generation, Seal Press, 2010, 304 p. (ISBN 978-1580053082)
- (en) Gwendolyn Ann Smith et Sophia Cecelia Leveque, Trans / Active: A Biography of Gwendolyn Ann Smith, Library Partners Press, 28 juillet 2017, 138 p. (ISBN 978-1618460448)